# Reiche
Reiche ist ein deutscher Familienname.

## Namensträger
- Adele Reiche (1875–1957), deutsche Politikerin (SPD)
- Bartold Reiche (um 1520–1589), Jurist und herzoglicher Rat
- Cara Reiche (* 2000), deutsche Handballspielerin
- Carl Friedrich Reiche-Eisenstuck (1790–1864), deutscher Politiker
- Claudia Reiche (Wasserspringerin) (* 1951), deutsche Wasserspringerin
- Claudia Reiche (Künstlerin), Medienwissenschaftlerin, Künstlerin und Kuratorin
- Daniel Reiche (* 1988), deutscher Fußballspieler
- Danyel Reiche (* 1972), deutscher Politikwissenschaftler
- Dietlof Reiche (* 1941), deutscher Schriftsteller
- Erich Reiche (1560–1622), deutscher Politiker, Bürgermeister von Hannover
- Erwin Reiche (1894–1970), deutscher Schriftsteller
- Eugen Reiche (1878–1946), deutscher Posaunist, Lehrer und Komponist
- Frank Reiche (1949–2020), deutscher Boxer
- Friedrich Reiche (Diplomat), deutscher Diplomat
- Friedrich Anton Reiche (1845–1913), deutscher Unternehmer
- Fritz Reiche (Physiker) (1883–1969), deutschamerikanischer Physiker
- Fritz Reiche (Politiker) († 1957), deutscher Politiker (DDR-CDU), MdV
- Georg Reiche (Theologe) († 1565), deutscher Theologe
- Georg Reiche (Amtmann) († 1573), deutscher Amtmann
- Georg Reiche (Verwaltungsbeamter) (1618–1663), deutscher Verwaltungsbeamter
- Georg Dietrich Wilhelm von Reiche, deutscher Amtmann
- Georg Jakob Reiche (1574–1638), deutscher Jurist
- Gerhard Reiche (1920–2014), deutscher Archivar und Genealoge
- Gottfried Reiche (1667–1734), deutscher Trompeter und Komponist
- Hans-Christian Reiche (1944–2019), deutscher Offizier
- Hans-Joachim Reiche (1921–2005), deutscher Fernsehjournalist
- Harri Reiche (* 1953), deutscher Politiker (SED, SPD, parteilos)
- Heinz Reiche (1919–1978), deutscher Politiker (DBD)
- Helmut Christian Reiche (Christian Ryke; 1913–1993), deutscher Jurist, Anwalt und Richter
- Hugo von Reiche (1839–1883), deutscher Maschinenbauingenieur und Hochschullehrer
- Johann Daniel Reiche (auch Johannes Daniel Reiche; 1747–1799), deutscher Jurist
- Johann Georg Reiche (1794–1863), deutscher Theologe und Hochschullehrer
- Johann Gerhard Reiche (1621–1680), deutscher Politiker, Bürgermeister von Hameln
- Johann Wulbrand Reiche (1631–1679), deutscher Jurist
- Johannes Reiche (Pastor, 1587) (1587–1648), deutscher Theologe und Pastor
- Johannes Reiche (Pastor, 1617) (auch Johann Reich; 1617–1688), deutscher Theologe und Pastor
- Johannes Reiche (Komponist) (* 1955), deutscher Komponist, Klarinettist und Dirigent
- Jürgen Reiche (* 1954), deutscher Historiker
- Karin Reiche, deutsche Basketballspielerin
- Karl Reiche (1902–1959), deutscher Schriftsteller
- Karl Friedrich Reiche (Carlos Reiche; 1860–1929), deutscher Botaniker
- Katherina Reiche (* 1973), deutsche Lobbyistin, Politikerin (CDU) und Bundesministerin
- Ludwig von Reiche (Major) (1774–1840), deutscher Militär, Erfinder, Kartograf, Lithograf und Unternehmer
- Ludwig von Reiche (General, 1775) (1775–1855), deutscher General der Infanterie und Schriftsteller
- Maria Reiche (1903–1998), deutsche Mathematikerin und Archäologin
- Momoe Malietoa Von Reiche, samoanische Dichterin
- Nora Reiche (* 1983), deutsche Handballspielerin
- Reimut Reiche (* 1941), deutscher Psychologe, Soziologe und Sexualforscher
- Renate Reiche (1927–2021), deutsche Schauspielerin
- Richart Reiche (1876–1943), deutscher Kunsthistoriker
- Rüdiger Reiche (* 1955), deutscher Ruderer
- Steffen Reiche (* 1960), deutscher Politiker (SPD)
- Susanne Reiche (* 1962), deutsche Schriftstellerin und Biologin
- Theodor Reiche (1839–1913), deutscher Lehrer, Schriftsteller und Lexikograf
- Ulrike Reiche (* 1965), deutsche Yogalehrerin und Schriftstellerin
- Volker Reiche (* 1944), deutscher Comiczeichner
- Walter Reiche (1913–2003), deutscher Priester
- Walther Reiche († 1957), deutscher Zeitungsverleger
- Willi Reiche (* 1954), deutscher Künstler